# Wings de Dallas
Maillots
Actualités
Les Wings de Dallas (en anglais : Dallas Wings, « les Ailes de Dallas »), nouveau nom depuis fin 2015 du Shock de Tulsa (en anglais : Tulsa Shock), qui avaient eux-mêmes succédé au Shock de Détroit, sont une franchise américaine de basket-ball féminin membre de la WNBA, basée à Arlington, dans la région métropolitaine de Dallas–Fort Worth–Arlington au Texas.

## Historique

Logo du Shock de Détroit (1997-2002)
Logo du Shock de Détroit (2003-2009)
Logo du Shock de Tulsa (2010-2015)
Logo des Wings de Dallas (depuis 2016)

Jusqu'en 2010, l'équipe était basée à Détroit.
Sept rencontres avant la fin de la saison régulière 2014 Skylar Diggins bat le record de points sur une saison au Shock surpassant les 559 de Deanna Nolan en 2009 quand la franchise était encore à Détroit. Non qualifiée pour les play-offs malgré une saison encourageante saison WNBA 2014, la franchise garde un effectif stable enrichi par le deuxième choix de la draft 2015, la pivot suédoise Amanda Zahui B. avec pour objectif en 2015 une première qualification pour les playo-offs depuis la relocalisation de la franchise.
Alors que le Shock connaît en 2015 son meilleur début de saison depuis sa relocalisation à Tulsa et reste invaincu à domicile, son affluence moyenne au BOK Center en 2015 recule à 5 444 spectateurs alors que le Shock avait déjà en 2014 la pire affluence moyenne des franchises avec 5 566 spectateurs, d'où le projet d'une nouvelle relocalisation à Dallas. Le 20 juillet, les dirigeants du Shock officialisent le projet d'une relocalisation à Dallas-Fort Worth et la salle de l'Université du Texas à Arlington (en), ville d'où le basket-ball féminin professionnel est absent depuis la disparition des Diamonds de Dallas. Le 23 juillet, le conseil des propriétaires approuve unanimement la relocalisation du Shock au terme de la saison en cours, qui disputera ses rencontres au College Park Center de l'Université du Texas à Arlington (7 000 places). La population de l'aire urbaine Dallas-Fort Worth-Arlingtonest de 6 700 991 habitants contre 398 121 à Tulsa. L'université donne fin août son aval pour cinq saisons.
En six saisons à Tulsa (2010-15), le bilan de la franchise est de 59 victoires pour 145 défaites, seule la dernière étant positive avec 18 succès contre 16 revers permettant une première qualification en play-offs. Lors d'une conférence de presse, les propriétaires annoncent le nouveau nom de la franchise, les Wings de Dallas.

## Palmarès
- Champion WNBA (3) : 2003, 2006 et 2008.
- Champion de Conférence (4) : 2003, 2006 2007 et 2008.

## Maillot retiré
Aucun

## Saison 2021
Les Wings enregistrent un bilan de 14 victoires pour 18 défaites et manquent les play-offs, avec une victoire sur les Sparks lors de la dernière journée de la saison régulière. Arike Ogunbowale est la meilleure joueuse de l'équipe avec 18,7 points par rencontre.

## Saison 2019
Le 16 mai 2019, Liz Cambage est transférée par les Wings aux Aces de Las Vegas contre Moriah Jefferson, Isabelle Harrison, ainsi que le premier et le deuxième tour de la draft WNBA 2020.

## Saison 2018
Le 31 mai, les Wings coupent le contrat de Saniya Chong et engagent l'espagnole Leticia Romero, puis le 3 juin, engagent l'intérieure australienne Cayla George pour remplacer l'intérieure américaine Breanna Lewis. Le 12 juin, Karima Christmas-Kelly doit mettre un terme à sa saison pour subir une opération au genou. Elle est remplacée par Teana Muldrow. En juillet 2018, Tayler Hill est transférée aux Wings contre Aerial Powers. Le 12 août, le propriétaire des Wings Greg Bibb relève Fred Williams de ses fonctions pour cause de résultats insuffisants et désigne son assistante Taj McWilliams-Franklin (secondée par Erin Phillips et Travis Charles) pour assurer l'intérim  
. Karima Christmas-Kelly et Kaela Davis blessée, les Wings obtiennent le droit de signer Maggie Lucas pour les play-offs. Les Wings sont éliminés au premier tour des play-offs par le Mercury de Phoenix.

## Saison 2017
Lors d'une victoire face au Storm de Seattle, les Wings ont inscrit 16 tentatives sur 26 à trois points égalant le record de la ligue.

## Saison 2016
Tiffany Jackson-Jones est soignée pour un cancer du sein diagnostiqué en 2015. Après le retour de blessure de Skylar Diggins et la fin de suspension de Glory Johnson, les Wings s'imposent à domicile 117-111 le juin contre le Mercury de Phoenix au terme de trois prolongations dans cette rencontre qui opposait pour la première fois Johnson à son ancienne épouse Brittney Griner.
Le 18 juillet, les Wings signent Tiffany Bias pour un contrat de sept jours à la place de Brianna Kiesel et la prolongent le 27 août jusqu'à la fin de la saison.

## Saison 2015
Malgré la grossesse de Glory Johnson, l'équipe remporte une sixième rencontre consécutive le 21 juin face au Lynx du Minnesota et prend la tête de la conférence . Pour faire face aux blessures de longue durée de Tiffany Jackson-Jones et Skylar Diggins, Brittany Hrynko est engagée en juillet par le Shock peu après avoir été renvoyée des Stars, puis son contrat est rompu le 23 juillet après deux matches joués.
Après un début de saison parmi les meilleurs de la ligue, le Shock marque le pas après la blessure pour le reste de la saison de Skylar Diggins, jusqu'à encaisser dix défaites de rang, sa troisième série la plus longue dans l'Oklahoma, avant de retrouver le chemin du succès contre le leader de la conférence Est le Liberty de New York le 15 août, grâce notamment aux 27 points de Odyssey Sims.

## Effectif 2014
Le Shock manque son objectif d'atteindre les plays-offs avec un bilan de 12 victoires pour 22 défaites en saison régulière.

## Effectif 2012
Le 15 juin 2011, le Shock rompt le contrat de Miranda Ayim puis engage Jacinta Monroe le 16 juin 2011, elle-même écartée le  27 juin 2011. Le 9 juillet 2011, l'entraîneur Nolan Richardson est remplacé par son adjointe Teresa Edwards après le très mauvais départ de son équipe (1 victoire, 9 défaites). Elle engage Kathy McConnell-Miller comme nouvelle assistante et coupe le contrat de Chastity Reed pour rappeler Betty Lennox. Le 22 juillet 2011, Tulsa se sépare de Marion Jones pour engager Abi Olajuwon, la fille de l'ancienne star NBA Hakeem Olajuwon. Après avoir engagé Doneeka Hodges le 4 juillet, cette dernière est remplacée par Karima Christmas le 22 juillet 2011, libérée la veille par les Mystics. Puis Edwards engage l'ancien joueur de NBA Tracy Murray comme adjoint.

## Saison 2011
Le Shock ne remporte que 3 rencontres sur 34, la pire saison de l'histoire de la WNBA (à fin juillet 2017).

## Anciennes joueuses célèbres
- Marion Jones